# Saudi-Arabiens historie
Saudi-Arabiens historie omfatter den arabiske halvøs historie under saudiernes styre.

## Baggrund
Fra historiens begyndelse var den arabiske halvø befolket af semitter. På grund af ørkenklimaet bestod befolkningen af nomader, som stadig søgte til de frugtbare områder i Mesopotamien og omkring den østlige middelhavskyst. Den største af disse forflytninger var udbredelsen af islam, påbegyndt af profeten Muhammed i 600-tallet. I løbet af nogle årtier erobrede muslimerne et område mellem Spanien og Indien. Gennem forskydningen af rigets centrum mistede Arabien snart sin politiske betydning. Kun de hellige steder Mekka og Medina i Hijaz bliver årligt besøgt af muslimske pilgrimme. Da saudierne trådte frem på den arabiske halvø i 1700-tallet, var den i dets indre for en stor del beboet af beduinstammer, som levede som nomader og som oftest lå i krig indbyrdes. Nogen egentlige statsdannelser fandtes ikke med undtagelse af de jemenitiske og omanske områder ved Adenbugten og Det Arabiske Hav. Arabien hørte politisk til det Osmanniske Rige.

## Det første saudiske rige (1744–1818)
I 1700-tallet forenede huset Saud sig med den fundamentalistiske reformbevægelse wahhabiterne for at på den måde forene de arabiske beduinstammer på den arabiske halvø. Det første saudiske rige blev dannet i 1744 (1157 Anno Hegiræ) da Muhammad ibn Abd al-Wahhab i Diriyah i Najd på den arabiske halvø indgik en pagt med den lokale hersker Muhammed ibn Saud for at med hans hjælp rense islam fra "urenheder" i de områder, som denne beherskede.
Saudierne med deres allierede erobrede først byen Riyadh cirka 20 kilometer syd for Diriyah og udvidede siden sit landområde, som efterhånden blev den ledende stat i det indre af den arabiske halvø og kontrollerede den største del af Najd og landet ud til den Persiske Bugt. I 1802 vendte man sig vest over for at reformere islams hellige steder. Efter at have erobret Taif blev Mekka og Medina indtaget, og helligdomme og billeder blev raserede. De pilgrimskaravaner, som kom fra Egypten og Syrien, blev af wahhabiterne sendt hjem som afgudsdyrkere. De hellige steder blev renset for alle spor af afgudsdyrkelse og andre foreteelser, som ikke passede ind i wahhabiternes syn på islam, og for første gang siden islams ældste tid forenede størstedelen af Arabien under en eneste hersker – huset Saud.
Denne første ekspansion fra saudiernes side fremkaldte en militær intervention, som blev gennemført af den osmanniske vicekonge af Egypten, Muhammed Ali, på opdrag af den osmanniske sultan, efter som denne var urolig over saudiernes voksende magt. En hær blev i 1813 sendt til området ved Det Røde Hav, og i 1816 fik Muhammed Alis søn Ibrahim Pascha kommando over styrkerne. Stederne Mekka og Medina blev genindtaget og også saudiernes hovedstæder Diriyah og Riyadh efter mange års kampe. Saudiernes hovedmand kapitulerede og blev sendt til Kairo, hvor han blev halshugget, og osmannerne ødelagde til sidst Diriyah totalt i 1819 og vendte tilbage med deres hær til Egypten.

## Det andet saudiske rige (1824–1891)
Huset Saud vendte tilbage efter nogle år til magten efter en periode af genopbygning af landet, og hovedstaden blev lagt i Riyadh. De områder, som var gået tabt, blev generobrede med undtagelse af Hijaz med de hellige steder på den vestlige del af den arabiske halvø. Det andet saudiske rige varede til 1891, men i en mere beskeden form end tidligere. I 1891 dukkede det under for dynastiet Rashid, som herskede over et stort område omkring oasen Ha'il i Najd i den nordvestlige del af den arabiske halvø. Efter dette store tilbageslag drog de stærkt svækkede saudier tilbage sydover fra Riyadh.

## Grundlæggelsen af det tredje saudiske rige
Generobringen af Riyad i 1902 fra den rivaliserende Rashid-familie indledte saudiernes og wahhabiternes ekspansion, som førte frem til den endelige grundlæggelse af Saudi-Arabien.
Denne første ekspansion blev ledet af Abdul Aziz ibn Saud (senere internationalt kendt som Ibn Saud) og fortsatte med hjælp af de beduinstammer, som fandtes omkring Riydah. Regionen Hasa i øst ved Den Persiske Bugt blev underlagt i 1913 og der efter resten af Najd i nordvest inklusive de frygtede rashider i Hail. Afgørende var den militære sejr over det konkurrerende hashimitiske dynasti i form af dets kongerige Hijaz, som Ibn Saud i 1925 kunne erobre (med de hellige steder). Stor militært støtte under disse strider fik Ibn Saud fra den militante wahhabitiske bevægelse ikhwan, broderskabet. Ibn Saud blev konge af Hijaz det følgende år og i 1927 tog han også titlen konge af Najd. Ved traktaten i Jidda i 1927 anerkendte Storbritannien Ibn Sauds rige som uafhængig stat, og denne blev da kaldt ”kongeriget Hijaz og Najd”. I 1932 forenede Ibn Sauds alle områderne i kongeriget Saudi-Arabien.
Ibn Sauds sidste erobringskrig blev det angreb, som han i foråret 1934 indledte mod Yemen. Angrebet skete af rent geografiske grunde, efter som Ibn Saud mente, at Saudi-imperiet ville se bedre ud, hvis det afrundedes med at også omfatte halvøens sydvestre hjørne. De saudiske styrker blev imidlertid stoppet effektivt af Imam Yahyas jemenitiske bjergstammer, og udvidelsesforsøget blev helt mislykket. Landene blev forsonede, og en fredsaftale blev sluttet allerede samme år.

## Fund af olie og den fortsatte udvikling
Ibn Sauds havde ikke succes på det økonomiske område, før de store oliefund blev opdaget i området ved Den Persiske Bugt i marts 1938. Udnyttelsen af oliekilderne blev forsinket som følge af udbruddet af 2. verdenskrig i 1939, men begyndte for alvor først efter krigens afslutning, og produktionen var i fuld gang i 1949. Takket være de rige forekomster af olie opnåede landet velstand og fik stor international indflydelse som følge af olieeksporten til verdens industrinationer.

### Tronfølge
Før sin død i 1953 ordnede Ibn Saud tronfølgen således, at tronen alene kunne indehaves af hans egne efterkommere. Saudi-Arabiens konger, som alle har været Ibn Sauds sønner, har efter ham været:
- Saud bin Abdul Aziz (1953–1964)
- Faisal bin Abdul Aziz (1964–1975)
- Khalid bin Abdul Aziz (1975–1982)
- Fahd bin Abdul Aziz (1982–2005)
- Abdullah bin Abdul Aziz (2005-2015)
- Salman bin Abdul Aziz (Fra 2015)